# 帕利亞尼欽齊
49°59′59″N 29°58′50″E / 49.99972°N 29.98056°E
帕利亞尼欽齊（烏克蘭語：Паляничинці）是位於烏克蘭北部的村莊，由基辅州白采爾克瓦區的科瓦利夫卡市鎮負責管轄。該村面積3.03平方公里，海拔高度190米，2001年人口692，人口密度每平方公里228.4人。